# Ленино (Москва)
Ленино — бывший посёлок городского типа (с 1928 года), располагавшийся до 1960 года на территории Московской области, около железнодорожной станции Царицыно на территории нынешних районов Москвы Царицыно, Бирюлёво Восточное и Орехово-Борисово Северное. В 1960 году вошёл в состав Москвы.

## Название
Согласно краеведу И. Н. Сергееву, селение несколько раз меняло название: с 1589 года — пустошь Черногрязная, до 1683—1684 годов — Чёрная Грязь, после 1684 года — село Богородское, с 1612 года — снова Чёрная Грязь, с 1775 года — Царицыно, с 28 сентября 1918 года — Ленино.

## История
На территории посёлка расположены Царицынские курганы.

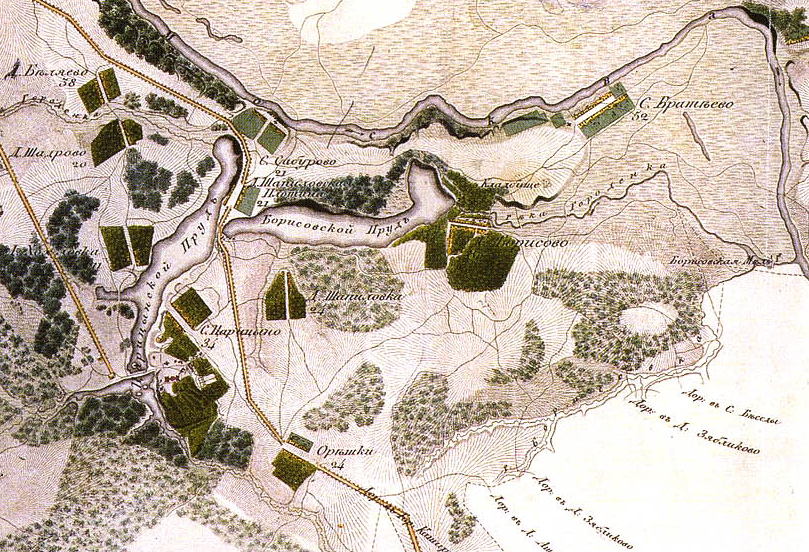
Село Царицыно на карте 1818 года

В 1776 году императрица Екатерина Вторая приобрела эту местность у князя Сергея Дмитриевича Кантемира и поручила построить в честь выгодного для России Кучук-Кайнарджийского мирного договора с Турцией ансамбль дворцов и сооружений. С Царицыно связаны биографии многих известных людей: писателей, поэтов, ученых, актеров. Пейзажи Царицына описаны в произведениях Льва Толстого, Ивана Тургенева, Леонида Андреева, Ивана Бунина и др. Здесь пел Фёдор Шаляпин.
В 1927 году в посёлке Ленино проживало 5 тысяч жителей.
В 1928 году был образован дачный посёлок Ленино-Дачное в составе Ленинской волости Московского уезда Московской губернии. В 1929 году в ходе реформы административного деления Ленино-Дачное стало центром Ленинского района Московского округа Московской области.
Постановлением исполнительного комитета Московского областного совета депутатов трудящихся (Мособлисполкома) от 5 июля 1939 года и указом Президиума Верховного совета РСФСР от 19 сентября 1939 года дачный посёлок Ленино-Дачное был преобразован в рабочий посёлок Ленино с сохранением за ним статуса административного центра Ленинского района. В 1939 году в посёлке Ленино проживало 16 тысяч человек.
26 ноября 1959 года Мособлисполком постановил перенести центр Ленинского района из Ленино в рабочий посёлок Видное, но Президиум Верховного совета РСФСР не утвердил это решение. По данным переписи 1959 года в посёлке Ленино проживало 19 146 человек.
18 августа 1960 года Указом Президиума Верховного Совета РСФСР рабочий посёлок Ленино был включён в состав города Москвы, в Пролетарский район. В 1960 году в посёлке Ленино проживало более 20 тысяч человек.
Несмотря на ликвидацию посёлка как отдельного населённого пункта, он формально являлся центром нового Ульяновского района, образованного 18 августа 1960 года, и оставался им до ликвидации района 1 февраля 1963 года.

### В составе Москвы
С 1962 по 1967 годы на территории бывшего посёлка велось строительство жилого массива, получившего название «Ленино-Дачное». Пятиэтажные дома этого жилого массива составляют около половины жилого фонда нынешнего района Царицыно.
С 1968 года Ленино включено в Красногвардейский район Москвы, который был выделен из Пролетарского района Москвы.
В августе 1991 года на части бывшей территории посёлка образован район Москвы Царицыно. Территория исторического Царицына (Ленина) была разделена между тремя районами: Царицыно, Бирюлево Восточное и Орехово-Борисово Северное. Старое Царицыно и Царицынский парк стали местом отдыха и совместных праздничных мероприятий для жителей этих районов.

## Галерея

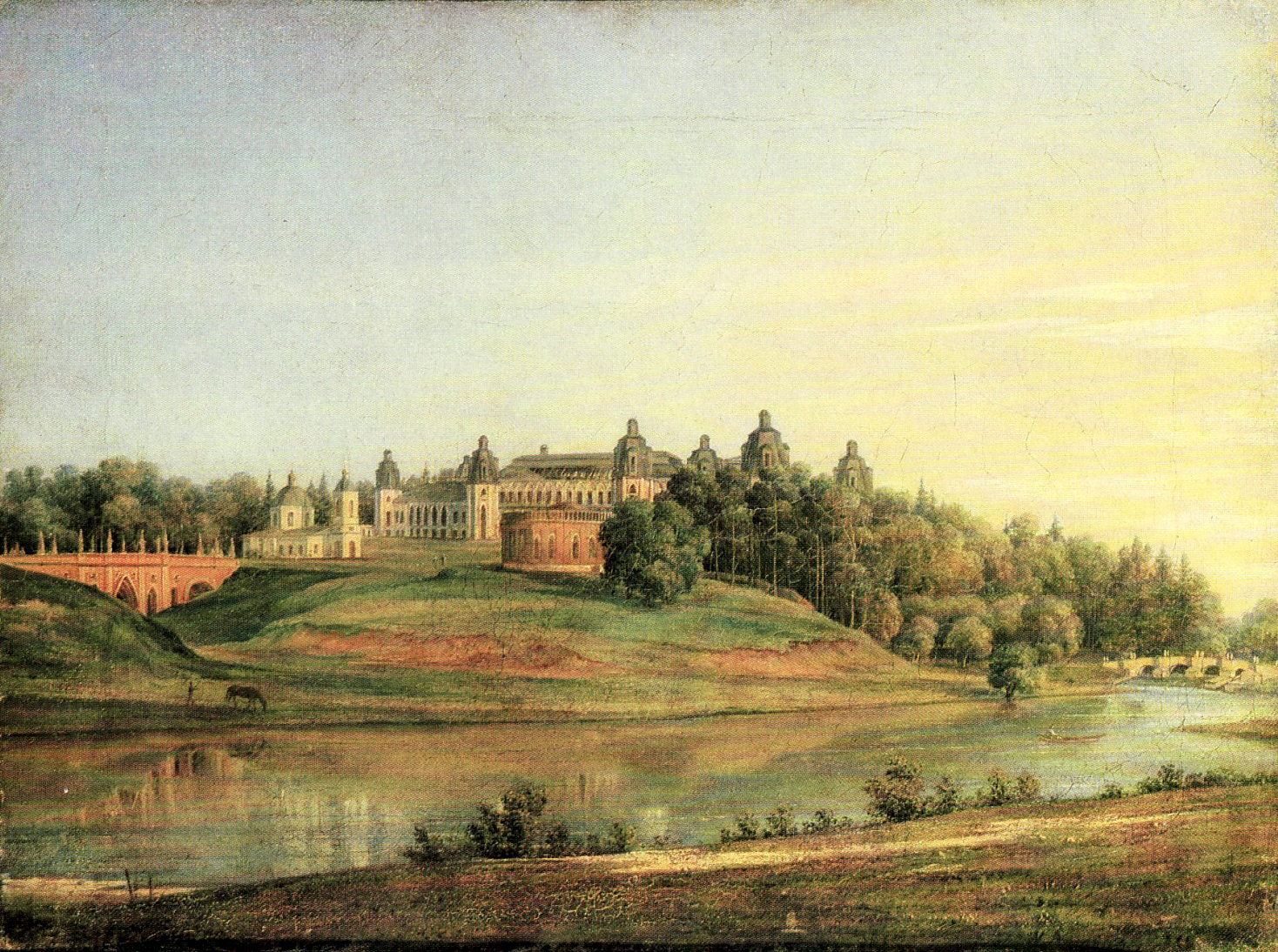
«Вид усадьбы Царицыно». Владимир Аммон, 1836
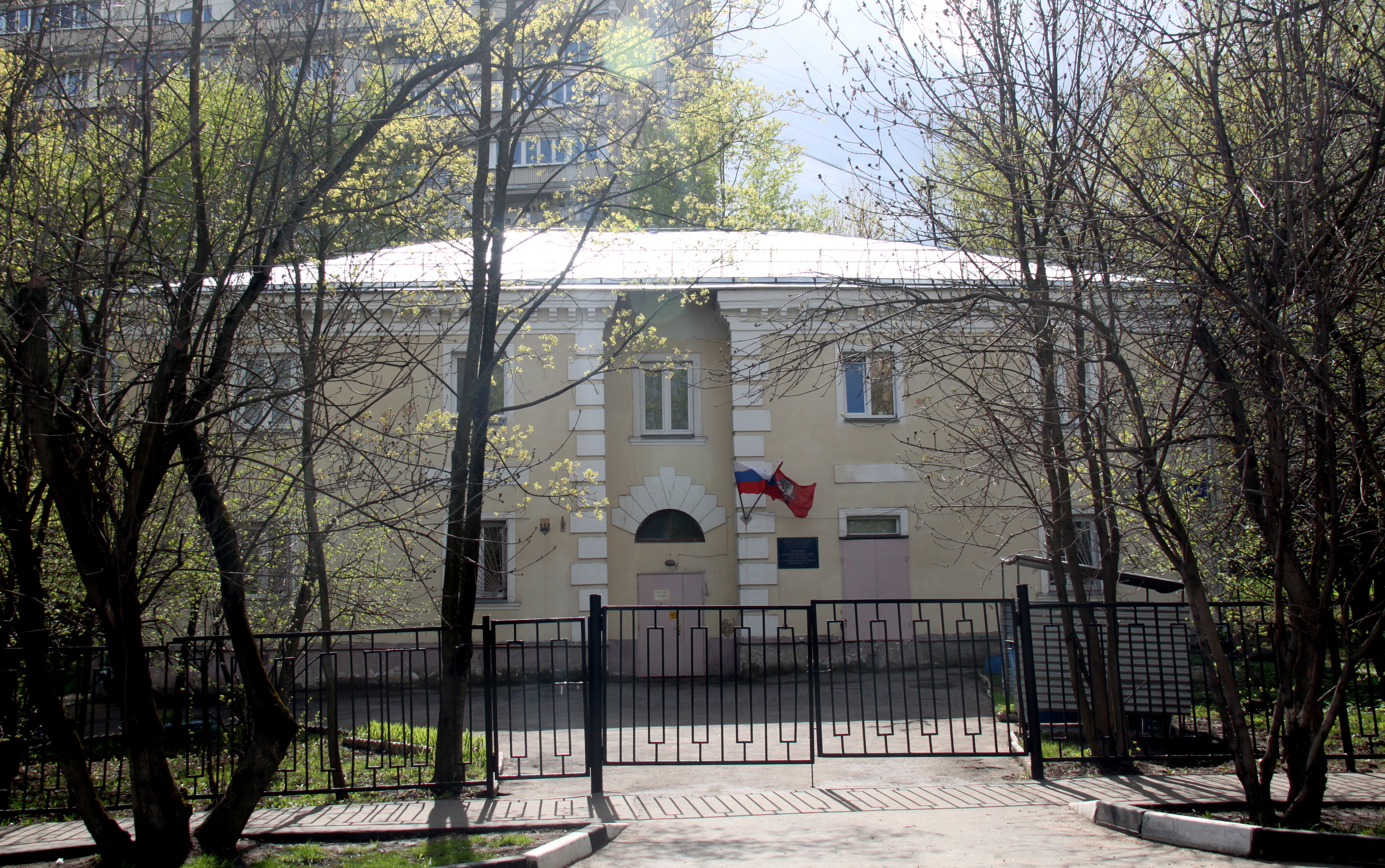
Одно из сохранившихся зданий посёлка (Весёлая улица, дом 7)
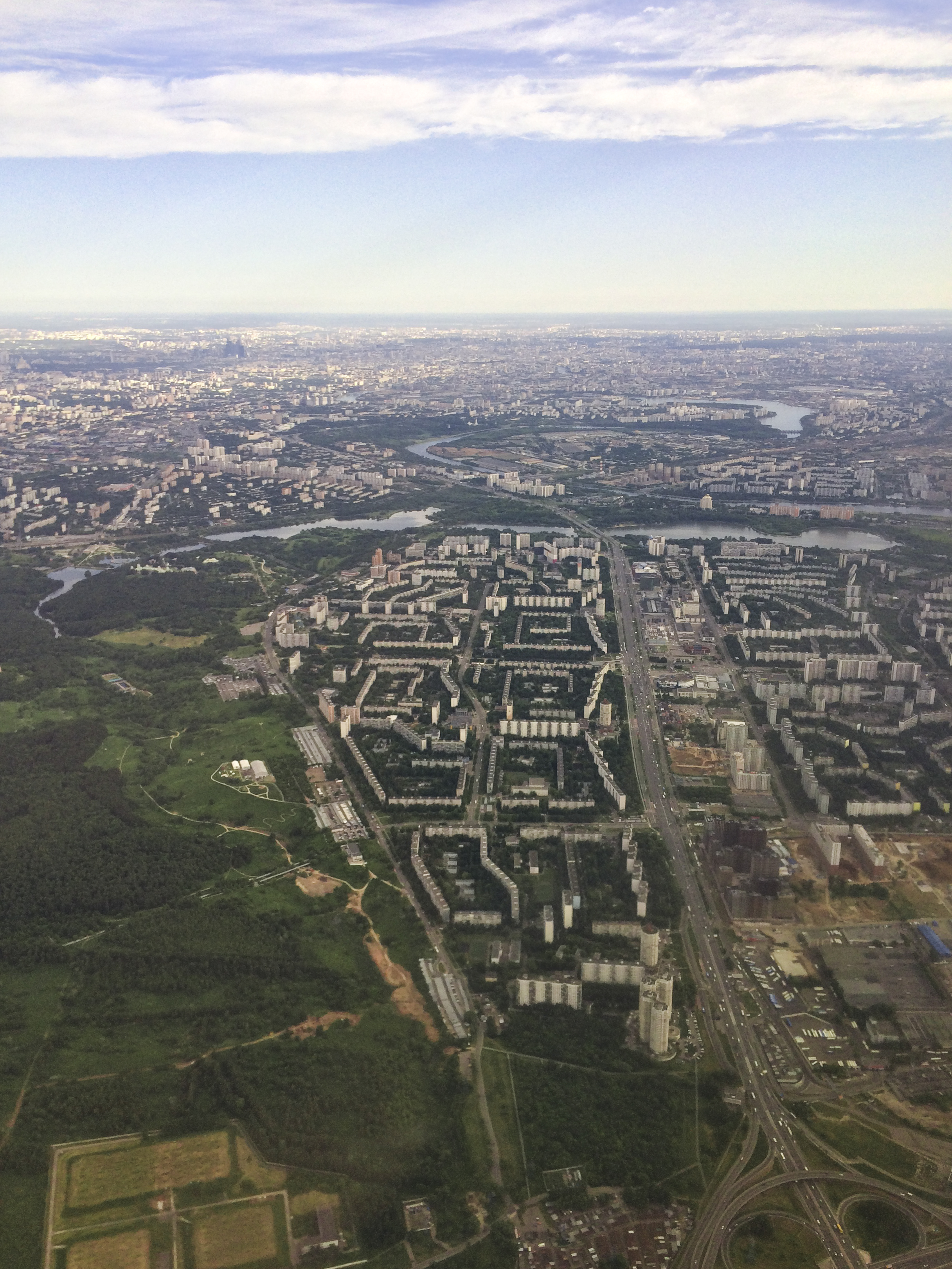
Территория бывшего посёлка, 2018